# 福利厚生倶楽部九州
株式会社福利厚生倶楽部九州（ふくりこうせいくらぶきゅうしゅう）は、福岡県福岡市中央区に本社を構える、株式会社麻生と株式会社リログループとの共同出資会社。
アソウ・ヒューマニーセンターグループ。

## 事業
- 福利厚生のアウトソーシング事業
- 福利厚生カフェテリアプランサポート事業
- 企業の顧客向け生活支援サービス事業

## 関連会社
- アソウ・ヒューマニーセンターグループ
  - アソウ・ヒューマニーセンター
  - アソウ・アルファ
  - ユニバースクリエイト
  - 福利厚生倶楽部九州
  - アソウ・アカウンティングサービス
  - アソウ・システムソリューション
  - ヒューマンエナジー研究所